# Mamba úzkohlavá

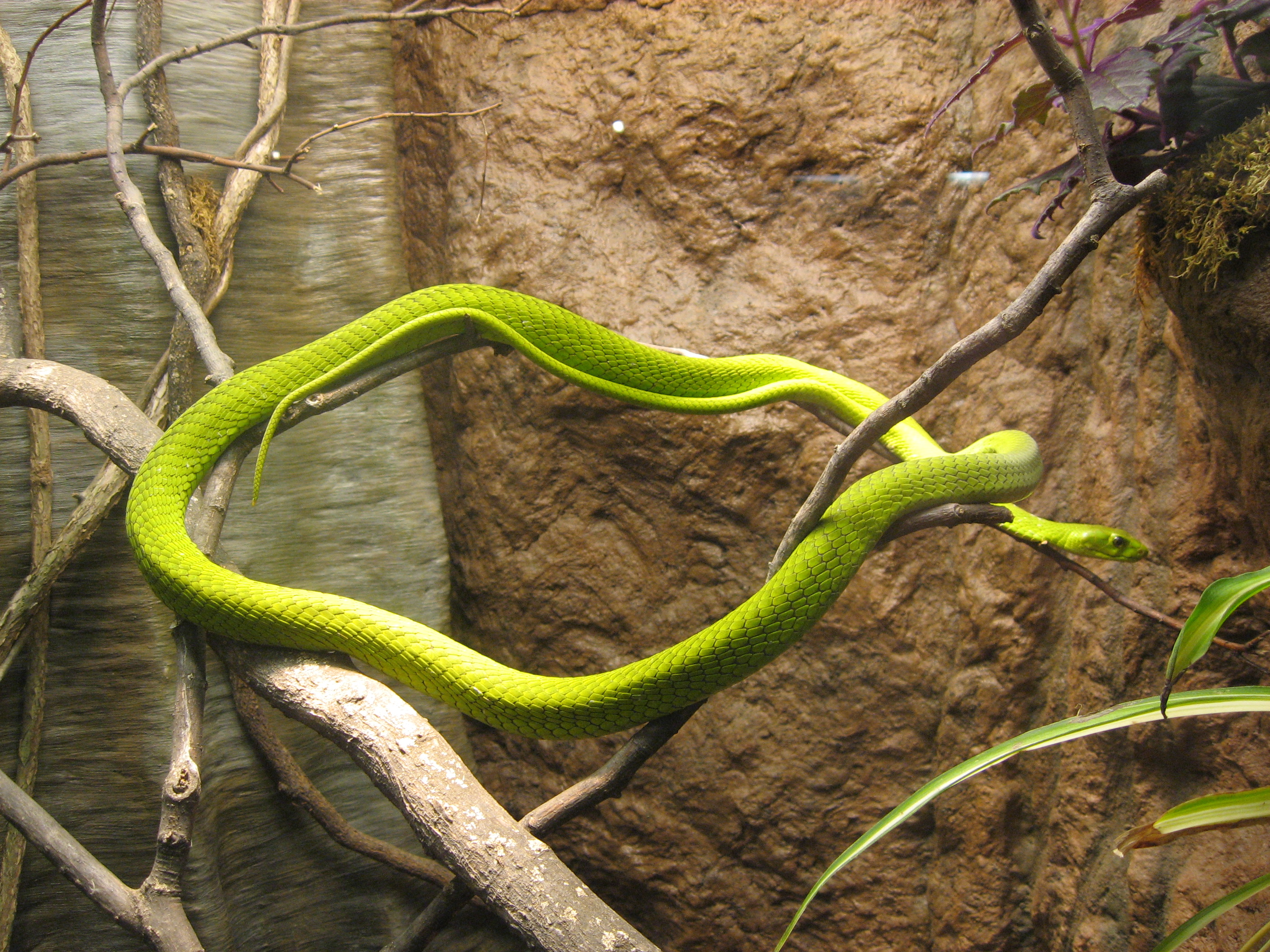
Mamba úzkohlavá ve větvoví

Mamba úzkohlavá (Dendroaspis angusticeps) je středně dlouhý, štíhlý a vysoce jedovatý stromový had z čeledi korálovcovitých, který žije ve východní Africe a v Jihoafrické republice.

## Vzhled
Mamba úzkohlavá je na hřbetu a bocích leskle smaragdově zelená s bledězelenějším odstínem na břišní straně. Obvykle se udává, že jde o nejmenšího zástupce rodu mamba (Dendroaspis), i přesto jde o hada dosahujícího značných rozměrů. Průměrná délka se pohybuje kolem 1,8 m, avšak někteří jedinci mohou dosáhnout délky okolo 2,8 m. Samci bývají obvykle trochu větší než samičky.
Tento druh má v přední části tlamy v každé čelisti dva zvětšené jedové zuby pevně spojené s kostí. Šupiny jsou velmi hladké, výrazná hlava je podlouhlá a ocas dlouhý a tenký. Oči jsou středně velké, s kulatými zornicemi, hřbetní šupiny jsou zkosené, hladké a rovné.
Vylíhlá mláďata mamby úzkohlavé mají nažloutle zelené zbarvení.

### Jed
Toxicita jedu vyjádřená smrtnou dávkou LD50 měřená v laboratorních podmínkách dosahuje 0,85 mg/kg (v průměru o něco méně než má například zmije obecná či mamba černá). Mamba zelená disponuje v jedových váčcích asi 60 až 95 mg suchého jedu, což je cca šestkrát víc než je průměr zmije obecné, ale mnohem méně, než má mamba černá.

## Výskyt
Tento druh je původní v oblasti podél východního pobřeží jižní části Afriky a vyskytuje se od jihovýchodní Keni přes Tanzanii, Malawi, Zimbabwe a Mosambik až po východní část Jihoafrické republiky.

## Chování a potrava
Mamba úzkohlavá žije převážně na stromech, na zem slézá, pouze má-li žízeň nebo při lovu. Ráda se zde též vyhřívá na slunci. Na rozdíl od své mnohem větší příbuzné mamby černé je velmi plachá a obvykle není agresivní. Před přímou konfrontací s člověkem dává přednost útěku případně se snaží splynout nenápadně s okolím.
Jedná se o denního živočicha, který loví převážně dospělé ptáky či jejich mláďata, netopýry, žáby, ještěrky, hlodavce a další malé savce. Mladí jedinci příležitostně loví i ostatní plazy, například chameleony. Mamby mají v oblibě i ptačí vejce.

## Rozmnožování
Mamby úzkohlavé žijí osamoceně. V době páření však samci vyhledávají samice tím, že sledují jejich pachovou stopu. Samci pak o samice svádějí na zemi rituální souboje, při nichž se snaží jeden druhého strhnout k zemi. Tyto boje mohou trvat i několik hodin a hadi při nich nepoužívají zuby.
Vlastní námluvy a páření již probíhají na stromech. Poté samice naklade mezi 6 až 17 vejci (obvykle jich bývá 10 – 15). Nejčastěji do tlející vegetace v dutinách stromů. Za o něco déle než tři měsíce se z nich líhnou asi 35 až 45 cm dlouhá mláďata, jež jsou již od narození jedovatá. Tento hadí druh se na svobodě dožívá 15 až 25 let a 14 let, je-li chován v zajetí.